# Liste von Schiffen mit dem Namen Reiher
Reiher ist ein mehrfach genutzter Schiffsname. Die Reiher sind eine Familie der Schreitvögel. Aufgenommen in die Liste wurden auch Schiffsnamen mit dem Wortbestandteil Reiher.

## Schiffsliste
| Bezeichnung    | Schiffsart                    | Klasse / Typ                  | Baujahr | Bauwerft                                                         | Eigner                                                                   | Dienstzeit                      | Verbleib                                     |
| -------------- | ----------------------------- | ----------------------------- | ------- | ---------------------------------------------------------------- | ------------------------------------------------------------------------ | ------------------------------- | -------------------------------------------- |
| Reiherstieg    | Brigg                         |                               | 1852    | Reiherstiegwerft                                                 | Handelshaus Joh. Ces. Godeffroy & Sohn                                   | bis 1866 und später             | unbekannt                                    |
| Reiher         | Kombischiff                   |                               | 1870    | Earles Shipbuilding & Engineering Co. Ltd. (C. & W. Earle), Hull |                                                                          |                                 |                                              |
| Reiher         | Frachtschiff                  |                               | 1909    | Bremer Vulkan in Vegesack                                        | Argo Reederei                                                            | bis 1945                        | im Februar 1945 nach Minentreffer gesunken   |
| Reiher         | Fischereilogger               | Segellogger                   | 1914    | Werft von J. S. Figee in Vlaardingen (Niederlande)               | Bremen-Vegesacker Fischerei-Gesellschaft in Vegesack                     | bis 1999                        | 1999 vor der norwegischen Westküste gesunken |
| Reiher         | Schnellschlepper, Schulschiff | Küstentorpedoboot, Klasse A I | 1915    | A.G. Vulcan, Hamburg                                             | Kriegsmarine                                                             | 1943 und später                 | 1948 abgebrochen                             |
| Reiher         | Kombischiff                   |                               | 1938    | Howaldtswerke AG                                                 | Argo Reederei Richard Adler & Co.                                        | bis 1968                        | in La Spezia im Oktober 1968 abgebrochen     |
| Reiher (P6089) | Torpedoschnellboot            | Jaguar-Klasse                 | 1960    | Lürssen-Werft                                                    | Bundesmarine                                                             | 15. Aug. 1960 bis 21. Aug. 1973 | an Türkische Marine als Ersatzteilträger     |
| Reiher         | Peilschiff                    |                               | 1967    |                                                                  | bis 2014 Wasserstraßen- und Schifffahrtsamt                              | 1967                            | bis 2014, danach unbekannt                   |
| Reiher         | Schubboot                     | Dahme-Klasse                  | 1970    | VEB Yachtwerft Berlin                                            | bis 2010 Wasserstraßen- und Schifffahrtsamt, verkauft in die Niederlande | 1970                            | in Fahrt                                     |
| Reiher (P6159) | Flugkörperschnellboot         | Tiger-Klasse                  | 1975    | Lürssen-Werft                                                    | Deutsche Marine                                                          | 24. Juni 1975 bis 27. Jan. 2001 | 2003 abgebrochen                             |
| Reiher         | Schubboot                     | Finow-Klasse                  | 1980    | VEB Yachtwerft Berlin                                            | Wasserstraßen- und Schifffahrtsamt                                       | 1980                            | in Fahrt                                     |